# Мироновка (Чистоозёрный район)
Мироновка — село в Чистоозёрном районе Новосибирской области. Входит в состав Павловского сельсовета.

## География
Площадь села — 73 гектаров.

## Население
| 2002 | 2007 | 2010 |
| ---- | ---- | ---- |
| 210  | ↘192 | ↘129 |

## Инфраструктура
В селе по данным на 2007 год функционируют 1 учреждение здравоохранения и 1 учреждение образования.